# 近藤産業
近藤産業株式会社（こんどうさんぎょう、英語：KONDO SANGYO CO., LTD.）は、かつて大阪府大阪市中央区伏見町に本社を置いていた不動産の企画から分譲までを行う不動産総合デベロッパー。「メロディーハイム」のマンション名で知られた企業。

## 会社概要
1967年に守口市で宅地開発ならびに土木建築の施工業務を開始したのを皮切りに、8年後の1975年、大阪市は中津に自社の分譲マンション第1号となる「メロディーハイム中津」を完成。ここから不動産総合デベロッパー企業に転進。
1982年に大阪市の法円坂にて分譲された「メロディーハイム法円坂」は、今では防犯用にマンションに標準装備されているホームテレコントロールを日本で最初に導入した日本初のエレクトロニクスマンションとして、不動産関係者の間でよく知られた。
1990年代には関東方面にも進出し、1999年に東京都中央区に分譲した「メロディーハイム銀座東」を最初に、首都圏郊外の川崎市や多摩市や八王子市、東京23区では新興マンション地帯として開発が進む江東区・葛飾区やその他埼玉県川口市や千葉県佐倉市などの地域にも「メロディーハイム」が分譲された。
その後、経営が悪化。近藤産業は2005年2月に会社分割を行って、旧近藤産業は不動産部門となり（その後、ケイエスエルキュー（株）へ商号を変更して同年9月に清算）、本業部門は、ゴールドマン・サックスグループの支援の下で新会社を設立した上で、営業譲渡を受けて新・近藤産業として再スタートした。
2006年11月までに東京証券取引所1部上場の新興ディベロッパーであるゼファーが完全子会社化。その頃には関東圏でもマンションの分譲をおこない業容を拡大していたが、サブプライム問題の影響等でマンション販売計画に大幅な遅れが生じたことなどから、資金繰りが悪化し行き詰った。2008年5月30日に大阪地裁へ自己破産を申請し、同日、破産手続き開始決定を受けた。帝国データバンクによると、負債総額は323億5800万円。そして2017年9月6日に法人格が消滅した。
なお、近藤産業の破産に伴って、ゼファーが118億円、長谷工コーポレーションが連結で57億円、栗本鐵工所が連結で11億円の夫々回収不能となる恐れがあることが明らかとなった。なお、ゼファーも2008年7月19日に民事再生法の適用を申請、富山県の有力建設会社・林建設工業も同社向けの焦付が引金となって6月に民事再生法の適用を申請した。
2007年から甲子園球場バックスクリーン左側にメロディーハイムと書かれた大型看板を設置していた。
- 本社所在地：大阪府大阪市中央区伏見町4丁目1番1号
- 東京支店：東京都中央区日本橋浜町3丁目3番2号